# Oskar Bye
Oskar Wilhelm Bye (Oslo, 1870. június 3. – Oslo, 1939. április 30.) olimpiai bajnok és ezüstérmes norvég tornász.
Az 1906. évi nyári olimpiai játékokon indult tornában és összetett csapatversenyben aranyérmes lett.
Az 1908. évi nyári olimpiai játékokon is versenyzett tornában. Ekkor összetett csapatversenyben ezüstérmes lett.
Klubcsapata az Oslo Turnforening volt.